# Taniele Gofers
Taniele Gofers (Sydney, 12 de junho de 1985) é uma jogadora de polo aquático australiana, medalhista olímpica.

## Carreira
Taniele Gofers fez parte dos elencos medalha de bronze de Pequim 2008.